# Lithomoia
Lithomoia là một chi bướm đêm thuộc họ Noctuidae.

## Loài
- Lithomoia germana (Morrison, 1874)
- Lithomoia solidaginis (Hübner, [1803])